# Joachim Alcine

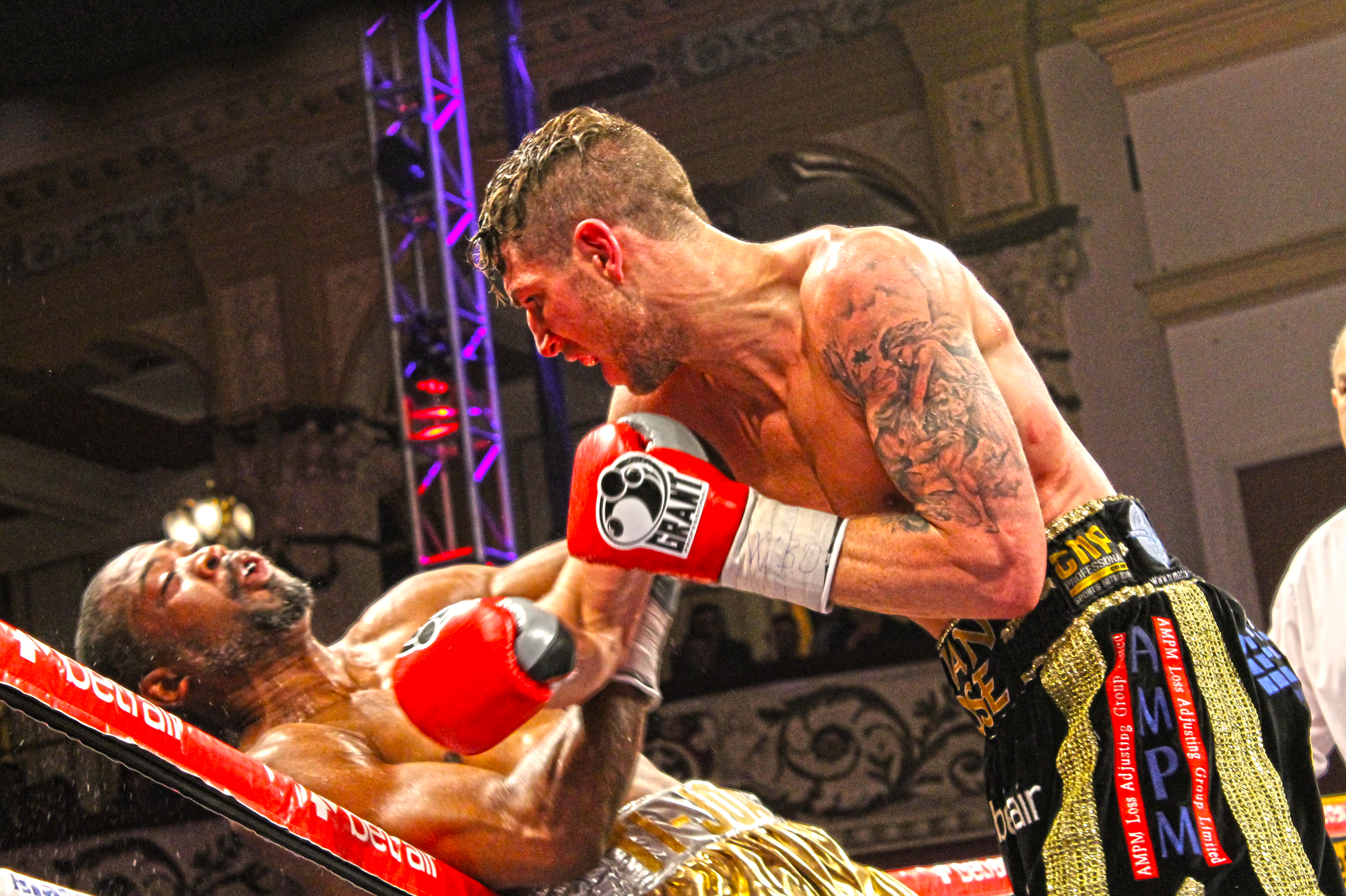
Joachim Alcine (links) und Brian Rose beim WBO-Intercontinental-Titelkampf 2013

Joachim Alcine (* 26. März 1976 in Gonaïves, Haiti) ist ein ehemaliger kanadischer Boxer. Am 7. Juli 2007 brachte er Travis Simms (25-0-0) seine erste und einzige Niederlage bei und wurde dadurch WBA-Weltmeister im Halbmittelgewicht. Er konnte den Titel im Dezember des gleichen Jahres gegen Alfonso Mosquera verteidigen, verlor ihn jedoch im Juli 2008 an Daniel Santos durch K. o. in der sechsten Runde. 2011 gewann Alcine nach Punkten gegen David Lemieux und holte damit den WBC-International-Titel im Mittelgewicht. 
Alcine war bis 2015 als Profiboxer aktiv. Er lebt in der kanadischen Stadt Laval.